# 严家其
严家其（1942年12月25日—），又名严家祺，江苏武进人，前中国社会科学学者。

## 生平
1959年至1964年在中国科学技术大学应用数学系理论物理专业学习，毕业后进入中国科学院哲学研究所。1979年2月，在中共中央宣传部部长胡耀邦主持召开的“理论务虚会”上，严家其提出“废除干部领导职务终身制”。曾担任中国社会科学院政治学研究所首任所长、中华全国青年联合会常委、北京市人民代表大会代表，以及中国行为科学学会副会长，1986至1987年，曾在时任国务院总理赵紫阳领导下的“政治改革办公室”工作。
1989年六四事件后流亡法国，同年任总部在巴黎的“民主中国阵线”首任主席；1994年，從法国移居纽约後曾任哥伦比亚大学访问学者；2009年出版了《普遍进化论》一书，提出了一种新的“三个世界”学说。2019年7月，出版了《国家首脑终身制》一書，在英国《金融时报》上提出了「货币等价于账本的变动，全球总账本就是全球单一货币」的思想。2020年5月，台湾翰蘆图书出版公司出版了《全球财富论——全球无国界货币和全球总账本理论》。
2019年5月，严家祺在一次采访中希望王沪宁能做恢复六四真相的事，揭秘事实。在访问中，严主动提起王沪宁这位他昔日的好友。严对王有知遇之恩，两人多次共同外访，没有严的推荐，王根本无法认识江泽民及胡锦涛，更遑论后来的“三朝帝师”。严说：“我也希望他听一听：让六四恢复真相，翻六四的案，六四不是暴乱，而是共产党对人民的犯罪行为！我希望他能够为中国、香港、六四恢复真相作出贡献，如果不做这件事情，中国的问题，他个人，也都会出现新的问题”。然而，由于社会的变更，媒体拒绝翻案六四真相。自此翻案事件未果。

## 主要著作
- 《能源》     科学出版社，北京，1976年6月
- 《探索和开发新能源》     全国科学大会编《现代科学技术简介》中一章，北京，1979年
- 《跨越时代的旅行——宗教·理性·实践三个法庭访问记》     上海人民出版社，1979
- 《四五运动记实》（与刘長林等人合写，发行8万册）人民出版社，北京，1979年4月
- 《漫游历史和未来——专制·立宪·共和三种政体考察记》     福建教育出版社，1980
- 《国家政体》     人民出版社，北京，1982年
- 《终身制和限任制》     辽宁人民出版社，1983年
- 《首脑論》     上海人民出版社，1986年发行14万册，共发行数十万册；香港中华书局，1988年；台湾远流出版公司
- 《文化大革命十年史》（与高皋合写，高皋为主要作者）天津人民出版社，1986年（发行100万册以上）；香港、台湾出版多种版本；中國問題研究出版社，台北，1986年（書名改為《中國「文革」十年史》）
- 《权力与真理》     光明日报出版社，北京，1988年
- 《联邦中国构想》     明报出版社，香港，1992年；联经出版，台北，1992年
- 《第三共和》     八方文化企业公司，美国，1992年
- 《我的思想自传》     香港三联书店，香港，1988年；湖南人民出版社，长沙，1989年；台湾远流出版公司，1989年
- 《民主怎样才能來到中国》     台湾远流出版公司，1996年
- 《生命树的分叉》     夏菲尔出版社，香港，2006年
- 《霸权論》     星克尔出版社，香港，2006年
- 《普遍进化论》       明镜出版社，纽约，2009年
- 《在人生的列车上》，牛津大學出版社，香港，2013年
- 《国家首脑终身制》，星克尔（Thinker)出版社，香港，2019年
- 《全球财富论——全球无国界货币和全球总账本理论》，翰蘆图书出版公司，台北，2020年
- 《嚴家祺回憶錄：命運交響樂》 ，太山文化傳媒，2021年

### 英文著作
- 《Turbulent Decade》Co-authored with Gao Gao，Translated and Edited By D.W.Y.Kwok. University of Hawaii Press, Honolulu,1996 Pp.659
- 《Toward a Democracy China》Translated by David S. K.Hong and Denis C. Mair, University of Hawaii Press, Honolulu,1992 Pp285
- 《Yan Jiaqi and China’s Struggle For Democracy》Translated and Edited by David Bachman and Dali L. Yang.  M.E.Sharpe Inc. 1992 Pp201

日文译本四种，韩国文译本一种。